# Melampo
Melampo, na mitologia grega, foi um famoso adivinho, que conquistou, através de seus poderes, um terço do reino de Argos para si e outro terço para seu irmão.

## Família
Melampo e Bias eram filhos de Amythaon e Idómene, filha de Feres. Amythaon e Feres eram filhos de Tiro e Creteu, o fundador de Iolco.
De acordo com outra versão, Idómene, a mãe de Melampo, era filha de Abas, filho de Linceu. Por esta versão, Melampo seria sobrinho de Preto, filho de Abas.

## Tornando-se um adivinho
Amythaon vivia em Pilos, no Peloponeso, quando se casou com Idómene. Seus filhos, Melampo e Bias, viviam no campo, onde havia um carvalho, em frente à sua casa. Lá, havia um lar de cobras, que os servos mataram, mas Melampo queimou os répteis e criou seus filhos. Quando as cobras cresceram, elas limparam seus ouvidos com a língua, quando ele estava dormindo. Ele acordou muito assustado, mas passou a ouvir as vozes dos pássaros voando acima dele, e a partir do que ele ouvia ele passou a dizer aos homens o que aconteceria no futuro. Ele também conseguiu a arte de descobrir os auspícios, e, após um encontro com Apolo no Rio Alfeu, tornou-se um excelente adivinho.
Segundo os sacerdotes egípcios da época de Diodoro Sículo, Melampo havia visitado o Egito, de onde havia trazido para a Grécia os rituais do culto de Dionísio, os mitos sobre Cronos e a Guerra contra os Titãs, ou, em resumo, todas histórias relativas aos deuses.

## Uma esposa para seu irmão
Bias, seu irmão, desejava se casar com Pero, filha de Clóris e Neleu, rei e fundador de Pilos. Neleu era seu parente, por ser filho de Tiro e Posidão. Como havia vários pretendentes a Pero, Neleu decidiu que ela se casaria com quem trouxesse para ele o gado de Phylacus, que era guardado por um cão que não deixava nem homem nem animal chegar perto. Bias pediu ajuda a seu irmão Melampo, que previu que seria pego ao tentar roubar o gado e seria mantido prisioneiro por um ano. De fato, isto aconteceu, e, próximo do final do período, Melampo ouviu os vermes que comiam a madeira falando que eles já tinham comido quase tudo; ele pediu para ser transferido de cela, e, quando a cela desabou, Phylacus ficou muito admirado dele.
Percebendo que Melampo era um adivinho, Phylacus perguntou como seu filho, Iphyclus, poderia ter um filho. Melampo pediu, como preço, o gado. Melampo sacrificou dois touros, cortou-os em pedaços, e chamou os pássaros, quando chegou um abutre, que contou que Phylacus, quando estava castrando carneiros, havia deixado a faca, ensanguentada, perto de Iphyclus, e o menino, assustado, havia corrido e cravado a faca no carvalho sagrado, que, depois, cobriu a faca com sua casca. Melampo deu a receita da cura: a faca deveria ser encontrada, sua ferrugem removida, e dada a Iphyclus para beber por dez dias. Iphyclus fez isso, e teve um filho, Podarces. Melampo recebeu o gado, levou-o para Pilos e recebeu Pero para ser esposa de seu irmão.

## Rei de Argos
Preto e Steneboea tinha três filhas, Lysippe, Iphinoe e Iphianassa, mas elas ficaram loucas, segundo Hesíodo, porque não queriam aceitar os rituais de Dionísio ou, segundo Acusilau, porque haviam profanado uma imagem em madeira de Hera. Melampo, o adivinho, o primeiro que descobriu a cura de doenças através de remédios e purificações, prometeu a cura das damas caso recebesse um terço do reino. Preto se recusou a pagar, mas as filhas continuaram com a loucura, e outras mulheres se uniram, inclusive matando os próprios filhos. Preto, então, aceitou pagar o preço, mas Melampo agora pediu outro terço do reino para seu irmão Bias. Temendo que, caso a cura fosse adiada, Preto aceitou os termos de Melampo. Melampo reuniu os homens jovens, e levou as mulheres, das montanhas, até Sicião. Iphinoe, a mais velha, morreu, mas as outras mulheres foram curadas. Preto deu suas filhas em casamento a Melampo e Bias.
De acordo com Pausânias e Diodoro Sículo, a partilha de Argos ocorreu durante o reinado de Anaxágoras, neto ou filho de Megapente.

## Descendentes
Ele teve um filho, Abas, cuja filha Lisímaca se casou com Talau, filho de Pero e Bias.
Os descendentes de Melampo reinaram sobre o seu terço de Argos por seis gerações, até Anfíloco, filho de Anfiarau.

## Culto
Em Aegostena havia um altar a Melampo, com uma pequena estátua. A ele era dedicado um festival anual, com sacrifícios.